# 斎藤春子
斎藤 春子（さいとう はるこ、1873年（明治6年）3月30日 - 1971年（昭和46年）9月14日）は、日本の華族。第30代内閣総理大臣夫人。斎藤実子爵夫人。

## 経歴
東京都出身。1873年〈明治6年）3月30日、薩摩藩士で海軍の重鎮であった仁礼景範の長女として生まれる。兄の仁礼景一は日露戦争で初瀬分隊長として戦死、弟の仁礼景雄は昆虫学者。1884年（明治17年）に明倫女学校（現在の横浜清風高等学校）を卒業。その後、東洋英和女学校に進学したが中退。
1892年（明治25年）2月5日に斎藤実と結婚。斎藤実との間には子供はなく、斎藤斉を養子に迎えている。
1932年（昭和7年）5月、斎藤実の内閣総理大臣就任により、内閣総理大臣夫人となる。内閣総理大臣夫人は1934年（昭和9年）までつとめた。
1935年（昭和10年）、斎藤実は内大臣に就任。翌1936年（昭和11年）2月26日、二・二六事件で自邸の寝室に居たところを陸軍将兵らの襲撃を受け、斎藤実は死亡、春子も負傷した。
夫の死後は日本赤十字社篤志看護婦人会員となる。1945年（昭和20年）、太平洋戦争の悪化により夫の実家の岩手県胆沢郡水沢町（のち水沢市、現・奥州市）に疎開。終戦後も同地に留まり、余生を過ごした。
1963年（昭和38年）、水沢名誉市民。同年、自宅を水沢市に寄付することを表明、自宅は斎藤實記念館となった（1972年（昭和47年）開館）。
1971年（昭和46年）9月14日、死去。享年98。墓所は東京都府中市の多磨霊園。